# Walk On (bài hát của U2)
"Walk On" là một bài hát của ban nhạc Ireland U2. Đây là bài hát thứ 4 trong album sáng tác năm 2000 của nhóm, All That You Can't Leave Behind và được phát hành theo dạng đĩa đơn vào tháng 2 năm 2001, đạt vị trị á quân ở Canada và thứ 4 trên toàn cầu. Bài hát viết về người phụ nữ Aung San Suu Kyi, một học giả Miến Điện nổi tiếng đồng thời cũng đảm đương trọng trách chủ tịch nước Cộng hòa dân chủ. Bà đã bị quản thúc tại nhà tù từ năm 1989 đến năm 2010 bởi các hoạt động bảo vệ quyền lợi của nhân dân Miến Điện. Bài hát đã được trao Giải Grammy cho Thu âm của năm vào năm 2002, cũng như đánh dấu một cột mốc mới của ban nhạc khi trở thành nghệ sĩ đầu tiên giành giải thưởng từ cùng một album trong 2 năm liên tiếp.

## Bảng xếp hạng
| Xếp hạng (2001-02)                   | Vị trí |
| ------------------------------------ | ------ |
| Úc (ARIA)                            | 9      |
| Áo (Ö3 Austria Top 40)               | 33     |
| Bỉ (Ultratip Flanders)               | 6      |
| Bỉ (Ultratip Wallonia)               | 3      |
| Canada (Nielsen SoundScan)           | 1      |
| Đan Mạch (Tracklisten)               | 12     |
| Phần Lan (Suomen virallinen lista)   | 16     |
| Pháp (SNEP)                          | 81     |
| Ireland (IRMA)                       | 7      |
| Italy                                | 3      |
| Đức (GfK)                            | 54     |
| Hà Lan (Dutch Top 40)                | 10     |
| Hà Lan (Single Top 100)              | 8      |
| Na Uy (VG-lista)                     | 17     |
| Portugal (Billboard)                 | 1      |
| Spain                                | 2      |
| Thụy Điển (Sverigetopplistan)        | 55     |
| Thụy Sĩ (Schweizer Hitparade)        | 48     |
| Anh Quốc (OCC)                       | 5      |
| Hoa Kỳ Adult Pop Airplay (Billboard) | 21     |
| Hoa Kỳ Mainstream Rock (Billboard)   | 19     |
| Hoa Kỳ Alternative Songs (Billboard) | 10     |